# Фауст, први део
Фауст, први део је први део трагедије Фауст коју је написао Јохан Волфганг Гете. Први пут је објављена 1808. године и данас се сматра једним од најзначајнијих дела немачке књижевности.

## Радња

### Предигра у позоришту
У првом прологу, три лика – управник позоришта, песник и комичар – расправљају о сврси позоришта. Управник приступа идеји позоришта из финансијске перспективе и настоји да заради угађајући публици; комичар тежи сопственој слави кроз глумачку вештину; а песник жели да створи уметничко дело са дубоким значењем.

### Пролог на небу
Драма почиње Прологом на небу. У алузији на причу о Јову, Мефистофел се опклади са Богом за душу Фауста.
Бог је одлучио да ће „довести Фауста на пут јасноће”, јер му „мутно и збркано сад служи”. Међутим, да би тестирао Фауста, Бог допушта Мефистофелу да покуша да га заведе. Исход опкладе је, међутим, унапред познат, јер „добар човек, чак и у својим најмрачнијим поривима, остаје свестан правог пута”, а Мефистофелу је дозвољено да скрене Фауста с пута само да би он из својих греха нешто научио.

### Фаустова трагедија

#### Ноћ
Прича заправо почиње монологом Фауста, који седи у својој студији и размишља о свему што је проучавао током живота. Упркос свом широком знању, незадовољан је својим разумевањем света и закључује да, на крају, „не зна ништа”. Пошто га је наука изневерила, Фауст тражи знање у Нострадамусу, у „знаку Макрокозма” и од Земљиног духа, али ни то му не доноси задовољство.
Док размишља о поукама Земљиног духа, прекида га његов слуга, Вагнер. Вагнер симболизује сујетни научни тип особе, који разуме само књишко знање и представља образовану буржоазију. Његов приступ учењу је светао и хладан рационализам, за разлику од Фауста, којег емоционална чежња води у потрагу за божанским знањем.
Обесхрабрен, Фауст запажа бочицу с отровом и размишља о самоубиству. Међутим, у томе га зауставља звук црквених звона која најављују Васкрс, што га не подсећа на хришћанску дужност, већ на срећне дане његовог детињства.

#### Пред градском капијом
Фауст и Вагнер одлазе у шетњу кроз град, где људи славе Васкрс. Народ поздравља Фауста док пролази, јер је његов отац, који је и сам био алхемичар, излечио кугу. Фауст је, међутим, у мрачном расположењу. Док се крећу међу весељацима, он открива Вагнеру свој унутрашњи конфликт. Фауст и Вагнер уочавају пса, не знајући да је то прерушени Мефистофел. Пас их прати док настављају кроз град.

#### Студија
Фауст се враћа у своју собу, а пас га прати. Он почиње да преводи Јеванђеље по Јовану, што му задаје тешкоће, јер не може да одреди тачно значење прве реченице – „У почетку беше логос, и логос беше у Бога, и логос беше Бог”. На крају, Фауст одлучује да је преведе на начин који не одговара њеном изворном значењу, записујући: „У почетку беше дело”.
Речи Библије узнемирују пса, који се открива као чудовиште. Када Фауст покуша да га отера магијом, пас се трансформише у Мефистофела, прерушеног у путујућег научника. Суочен с Фаустовим питањем о свом идентитету, Мефистофел му предлаже да му покаже ужитке живота. У почетку, Фауст одбија, али га ђаво увлачи у опкладу, говорећи да ће му открити ствари које никада није видео. Они склапају пакт: ако Мефистофел успе да Фаусту пружи тренутак у коме овај више неће желети да тежи даље, већ да тај тренутак траје вечно, онда ће Фаустова душа припасти њему.

#### Ауербахов подрум у Лајпцигу
У овом делу и у наставку драме, Мефистофел води Фауста кроз „мали” и „велики” свет. Конкретно, „мали свет“ је тема Фауста I, док је „велики свет”, који превазилази и временска ограничења, резервисан за Фауста II.
Ове сцене потврђују оно што је Фаусту било јасно у његовом прецењивању сопствене снаге: он не може да изгуби опкладу, јер никада неће бити задовољан и тако никада неће искусити „велики тренутак” који му је Мефистофел обећао. Чини се да је Мефистофел неспособан да одржи пакт, јер више настоји да одвоји Фауста од његовог досадашњег живота него да испуни његове жеље. Уместо да му пружи оно што тражи, он покушава да га заведе површним уживањима и тако га увуче у дубоку кривицу.
У сцени у Ауербаховом подруму, Мефистофел води Фауста у таверну, где се досађује и гади му се друштво пијаних весељака. Мефистофел схвата да је његов први покушај да Фауста доведе до пропасти пропао, јер Фауст очекује нешто сасвим друго.

### Гретина трагедија

#### Вештичина кухиња
Мефистофел води Фауста код вештице, која – уз помоћ магичног напитка припремљеног под чаролијом вештичје алгебре – претвара Фауста у згодног младића. У магичном огледалу, Фауст види лик жене, вероватно налик на актове Венере сликара италијанске ренесансе попут Тицијана или Ђорђонеа, што у њему буди снажну еротску жељу.
За разлику од сцене у Ауербаховом подруму, где су се људи понашали као животиње, овде се вештичине животиње понашају као људи.

#### Улица
Фауст угледа Маргарету, познату као „Грета”, на улици у њеном граду и захтева од Мефистофела да му је прибави. Мефистофел предвиђа потешкоће, јер је Грета чиста и неискварена. Ипак, он оставља накит у њеном ормарићу, чиме буди њену радозналост.

#### Вече
Грета доноси накит својој мајци, која сумња у његово порекло и поклања га Цркви, на велико огорчење Мефистофела.

#### Сусеткина кућа
Мефистофел оставља још један ковчежић са накитом у Гретином дому. Она га наивно показује својој комшиници Марти. Марта јој саветује да тајно носи накит код куће. Мефистофел доноси Марти вест да је њен муж, који је већ дуже време био одсутан од куће, преминуо. Након што јој исприча причу о његовој смрти, Марта га замоли да доведе још једног сведока те смрти како би је потврдио. Он пристаје, налазећи начин да Фауст упозна Грету.

#### Башта
Током сусрета у башти, Марта флертује с Мефистофелом, а он се труди да је одбије. Грета признаје Фаусту своју љубав, али инстинктивно осећа да његов сапутник (Мефистофел) има непоштене намере.

#### Шума и пећина
Фаустов монолог је супротстављен Греченином солилоквијуму на вретену у следећој сцени. Овај монолог тематски је повезан с Фаустовим почетним монологом у његовој студији; он директно обраћа Земљином духу.

#### Гретина соба
Грета је за својим вретеном, размишљајући о Фаусту.

#### Мартина башта
Гречен поставља Фаусту питање: „Какво је твоје мишљење о религији?” Она жели да Фауста пусти у своју собу, али се плаши своје мајке. Фауст јој даје боцу са напитком за успављивање да би га дала мајци. Међутим, напитак се испоставља као отров, и долази до трагедије.

#### На бунару
У наредним сценама Грета има прве слутње да је трудна као резултат Фаустовог завођења. Дискусија Грете и Лизе о једној неудатој мајци, у сцени код бунара, потврђује читаочеву сумњу у Гретину трудноћу.

#### Градски бедем
Грета клечи пред статуом Девице Марије и моли се за помоћ. Она користи почетак Stabat Mater, латинске химне из 13. века.

#### Ноћ: Улица пред Гретиним вратима
Валентин, Гретин брат, бесан је због њене везе са Фаустом и изазива га на двобој. Вођен Мефистофелом, Фауст побеђује Валентина, који проклиње сестру пре него што умре.

#### Катедрала
Грета тражи утеху у цркви, али је муче Зли дух који јој шапће у уво, подсећајући је на њену кривицу. Ова сцена се генерално сматра једном од најбољих у драми. Мучеће оптужбе и упозорења Злог духа о Гретином вечном проклетству на Страшном суду, као и Гретини покушаји да им се одупре, испреплетени су са стиховима химне Dies irae, коју пева хор катедрале у позадини. На крају, Грета пада у несвест.

#### Валпургина ноћ и Сан Валпургине ноћи
Народно веровање каже да се током Валпургине ноћи (30. априла) — на вече празника Свете Валпурге — вештице окупљају на планини Брокен, највишем врху Харца, и одржавају весеље са Ђаволом. Ово славље је баханалија злих и демонских сила.
На овом фестивалу, Мефистофел одвлачи Фауста са љубавног плана на сексуални план, како би га одвратио од Гретине судбине. Мефистофел је овде обучен као јункер и има разјапљена копита. Мефистофел примамљује Фауста у руке наге младе вештице, али му пажњу одвлачи Медуза, која му се појављује „у слици његове вољене”: "усамљеног детета, бледог и лепог”, које подсећа на „слатку Грету”.

#### Тмуран дан: Поље и Ноћ: Пољана
Прва од ове две кратке сцене је једини део објављене драме написан у прози, а друга је у неправилном непесничком стиху. Фауст је очигледно сазнао да је Грета у очају удавила новорођенче и да је осуђена на смрт због инфантицида. Сада чека своје погубљење. Фауст осећа кривицу за њену судбину и прекорева Мефистофела, који ипак инсистира да је Фауст сам довео Грету до пропасти. Међутим, Мефистофел на крају пристаје да помогне Фаусту да спасе Грету из њене ћелије.

#### Тамница
Мефистофел набавља кључ од тамнице, а чуваре успављује, како би Фауст ушао. Грета више није подложна илузији младости на Фаусту и у почетку га не препознаје. Фауст покушава да је убеди да побегне, али она одбија јер схвата да је Фауст више не воли и да је само жали. Када угледа Мефистофела, уплаши се и преклиње небеса: „Суду божије правде! Ја се теби у свему препуштам!”. Мефистофел гура Фауста из затвора уз речи: „Осуђена је!”. Гретино спасење, међутим, доказују гласови одозго: „Спасена је!”.